# Sparverein

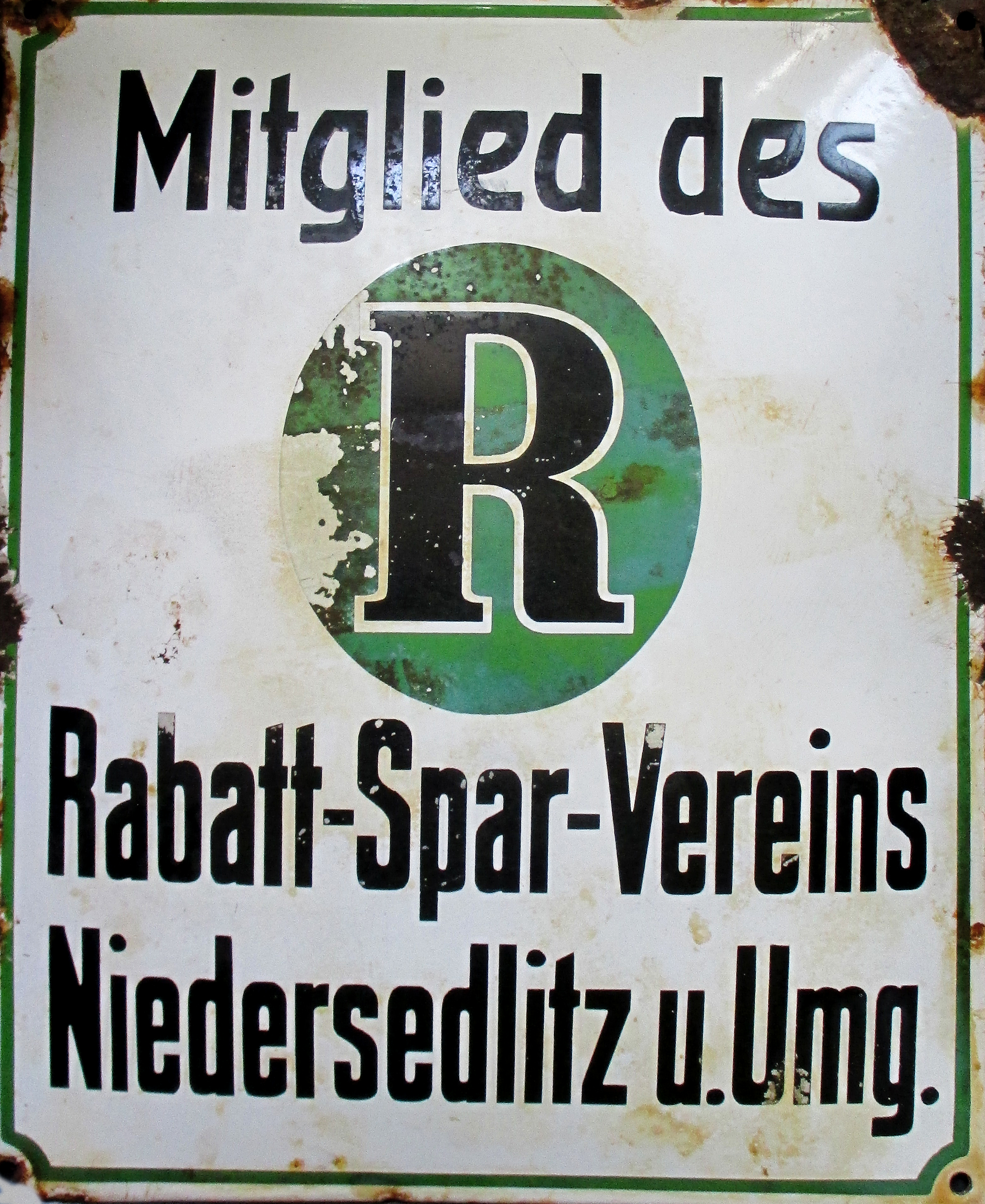
Schild des Rabatt-Spar-Vereins Niedersedlitz und Umgebung – Dresden

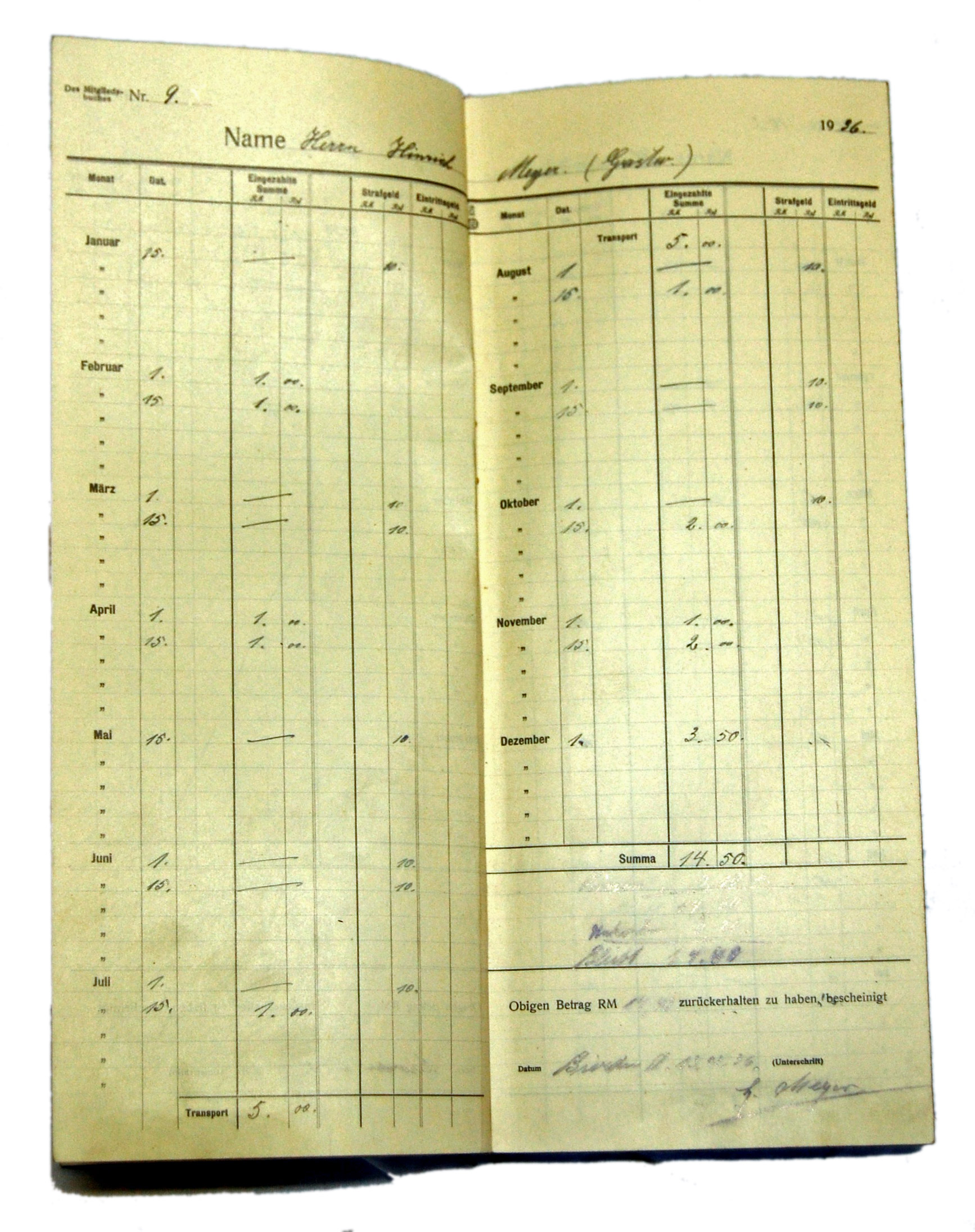
Kassenbuch „Einigkeit-Bierden“ aus dem Jahr 1936

Sparvereine, auch Sparclubs, sind ein Teil der Vereinskultur im deutschsprachigen Umfeld und kamen Mitte des 19. Jahrhunderts auf. Neben dem Anliegen des gemeinsamen Sparens spielte die gemeinsame Geselligkeit eine Rolle. Heute (Stand 2016) sind Sparvereine auch als Mikrofinanzinstitut in West- und Zentralafrika sowie in Teilen Südostasiens wieder im Kommen.
Sparvereine spielten auch eine Rolle als Vorfeldorganisation bei der Gründung eines (zumeist) genossenschaftlichen Bankinstituts wie Bau-, Produktions- und Handelsgenossenschaften. Der Begriff findet sich mehrfach als Namensbestandteil von entsprechenden Instituten.

## Entwicklung in Deutschland
Erste Gemeinschaften von Kleinsparern sind in Deutschland schon ab dem Jahr 1847 verzeichnet. Die Idee des Gemeinschaftssparens verbreitete sich in Norddeutschland, wo sie zuerst als „Weihnachtssparen“ aufgegriffen wurde. Erste Sparclubs in Hamburg, betrieben ab 1878 von Seeleuten und Hafenarbeitern, dienten aber auch der gegenseitigen Unterstützung in Notfällen. Einschlägige Statuten forderten einen unbescholtenen Charakter der Neumitglieder, eine Ersteinlage und monatliche Zahlungen. Der Berliner Generalstaatskassenbuchhalter und ehrenamtliches Mitglied der Armenkommission, Gottlieb Samuel Liedke hatte 1845 vorgeschlagen, mit sogenannten Zwecksparvereinen Bedürftigen zu ermöglichen, auf gemeinsame Rechnung und in großen Mengen preiswerte Haushalts- und Lebensmittel zu erwerben. Bei diesem Konzept fungierten die Sparvereine (auch Liedkesche Vereine genannt) gleichzeitig als Einkaufsgenossenschaften. Durchgesetzt hat sich aber die Trennung von Sparverein und Konsumgenossenschaft. Eine Vielzahl von Gründungen fanden schon um 1879 im sächsischen Umfeld statt, neben Leipzig und Chemnitz auch insbesondere in den Industriedörfern des Erzgebirges. In Sachsen waren die Haftungsvorgaben weniger strikt. Es kam bereits 1890 zu Beschwerden über die Vergnügungs- und Putzsucht der Unterschichten. Ebenso protestierten schon im Kaiserreich mittelständische Betriebe und der Kleinhandel gegen die Konsumvereine.

### Abgrenzung von den Genossenschaftsbanken und Konsumgesellschaften
In den deutschsprachigen Ländern entstand parallel mit den Sparkassen und Raiffeisenkassen ein durchaus frühes und bedeutendes Mikrofinanzangebot jenseits der großen Finanzinstitute. Friedrich Wilhelm Raiffeisen (1818–1888) hatte landwirtschaftliche Einkaufsgenossenschaften zum günstigen Einkauf von Produktionsgütern wie beispielsweise Saatgut und Düngemittel wie auch zugehörige Finanzdienstleistungen initiiert. Die von Hermann Schulze-Delitzsch (1808–1883) gegründeten Spar- und Konsumvereine auf Genossenschaftsbasis arbeiteten im eher städtischen und kommunalen Umfeld, sprachen aber ebenso weniger vermögende Schichten an. Ab Mitte des 20. Jahrhunderts in Deutschland schlossen sie sich mit den Raiffeisenbanken zusammen.
Sparvereine ermöglichten Sparanlagen unterhalb der genossenschaftlichen Sparkassen. Im Sparverein wurden Gebühren und Aufwand für ein eigenes Konto oder Sparbuch gemeinsam getragen. Gleichzeitig war der Sparverein eine gesellige Einrichtung. Die gemeinsamen Einlagen wurden oft im Rahmen einer Feier oder Veranstaltung ausgezahlt, und gelegentlich dienten sie der Finanzierung einer gemeinsamen Fahrt oder Veranstaltung über den Sparverein, ob eingetragen oder nicht. Ebenso finden sich Sparvereine, neben Turn- und Gesangsvereinen, auch im Umfeld der Ende des 19. Jahrhunderts entstandenen Alldeutschen Bewegung im Kaiserreich.

### Rolle im Genossenschaftswesen
Einige Sparvereine, die auch teilweise über die Betriebe, Verbände oder (etwa bei Bahn und Post) über die zugehörige Regionalverwaltung des Dienstherrn organisiert wurden, waren auch Vorläufer von einschlägigen Bankinstituten im Arbeitnehmerbereich, ähnliche Entwicklungen finden sich auch bei Handwerkern, Beamten und Landwirten. Umgekehrt kamen Sparvereine auch nach bereits etablierten Sparkassen auf- wie etwa am Beispiel der bereits 1824 gegründeten Amberger Sparkasse untersucht wurde. Sie wurde dabei nicht als Konkurrenz betrachtet. In Amberg war bis 1880 auch ein Privat-Spar-Verein, eine PrivatSpar-Gesellschaft sowie der Sparverein der Gewehrfabrikarbeiter und der Sparverein der Arbeiter der Gebr. Baumann’schen Blechwaarenfabrik gegründet worden. Bereits die Namen weisen auf eine gewisse soziale Differenzierung hin.
Nach der Aufhebung der Sozialistengesetze und Erleichterungen bei den Haftungsvorgaben um 1890 wurde die Einrichtung von Genossenschaften generell wie speziell für Arbeitnehmer erleichtert. Bei (teilweise heute noch existierenden) Baugenossenschaften findet sich die Herkunft aus dem Sparverein noch im Namen, etwa bei Gemeinnützige eG Bau- und Sparverein Geislingen, ebenso beim anfänglich sozialistisch orientierten, 1899 gegründeten Hamburger Konsum-, Bau- und Sparverein „Produktion“, der unter anderem eine eigene Kaffeerösterei betrieb.
Während etwa der Sparverein in Dresden auch vor 1860 schon jüdische Mitglieder hatte, schlossen andere, auch bereits genossenschaftlich organisierte Institute bzw. Vereinigungen Juden aus. Der Bankier Werner Kleemann, (u. a. im Vorstand der Dresdner Bank) setzte sich noch in den 1920er Jahren massiv für ein jüdisches Genossenschaftswesen ein. Noch 1932 wurde dann der Leih- und Sparverein Esra als dritte jüdische Berliner Kreditgenossenschaft für die besonders benachteiligten Ostjuden in Berlin gegründet.

## Sparschränke

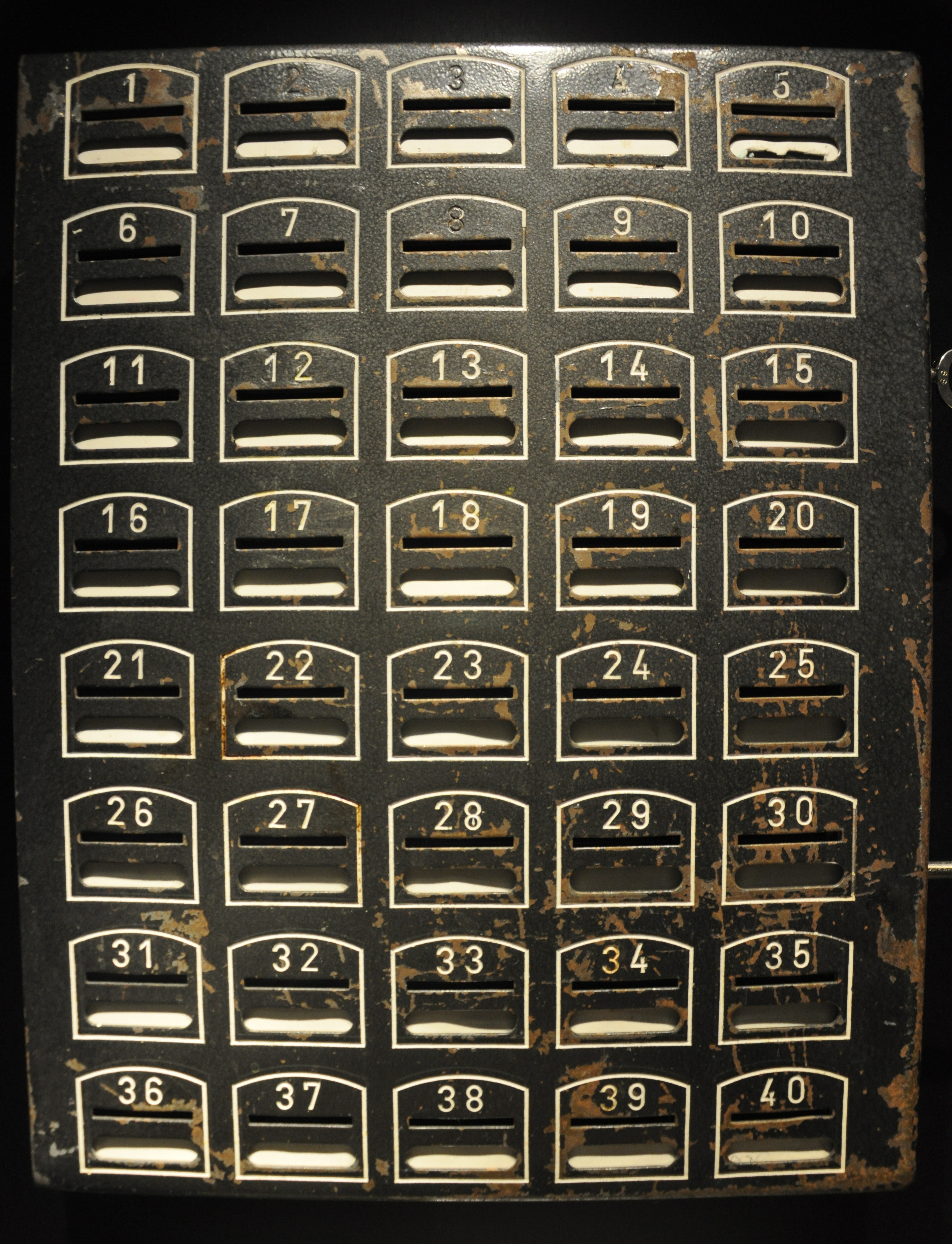
Sparschrank einer Schulsparkasse aus dem Wirtschaftsmuseum in Ravensburg

Im ersten Drittel des 20. Jahrhunderts kamen Sparschränke (auch: Gemeinschaftssparschrank, Sparkasten oder Sparkästchen, in Österreich auch Sparvereinskasten) auf, die eine Einzahlung von Spareinlagen auch ohne Anwesenheit eines Kassierers ermöglichten. Derartige Modelle aus Stahl, oder seltener aus Holz, verfügen über eine Reihe nummerierter Fächer mit Schlitzen, in die Bargeld gesteckt werden konnte. Die Schränke wurden in vielen Gaststätten aufgehängt und fanden sich ebenso in Schulen und Läden, wo etwa das herausgegebene Wechselgeld zum Sparen verwendet wurde. Sie wurden von Banken und Sparkassen im Rahmen der Unterstützung des Gemeinschaftssparens, versehen mit einem Aufdruck des jeweiligen Instituts, kostenlos zur Verfügung gestellt. Der Schrank fungierte als Blickfang für den zukünftigen Sparer, als „stummer, aber unermüdlicher und kostenloser Werber“.

## Blütezeit und Rückgang
Das Vereinssparen in Deutschland erlebte nach dem Ersten Weltkrieg eine Blütezeit, kam aber während des Zweiten Weltkrieges fast vollständig zum Erliegen. Die Genossenschaften wurden in der Deutschen Arbeitsfront vereinnahmt, das Spendenwesen unter anderem beim Winterhilfswerk zentral aufgestellt.

### Rolle in der DDR
Die DDR führte die (Konsum)Genossenschaften separat von der Handelsorganisation, der Konsum blieb eine Genossenschaft und war ebenso nicht Gegenstand der späteren Reprivatisierung durch die Treuhandgesellschaft.
In der DDR selbst waren Vereinsleben und Gastronomie erheblichen Einschränkungen unterworfen. Der bedeutende DDR-Autor Willi Bredel zeigt das gespaltene Verhältnis der Kommunisten zu den sozialdemokratischen Traditionen. Bredel beschreibt in seiner Trilogie „Verwandte und Bekannte“ anhand des Sparvereins Maienblüte in Hamburg das familiäre Leben der sozialdemokratisch geprägten Hamburger Arbeiterschaft zu Beginn des 20. Jahrhunderts mit Humor und genauer Milieukenntnis. Die ursprüngliche Sozialfaschismusthese der KPD konnte Bredel nach 1934 nicht mehr offen verfechten, Bredel verdeckt seine Abrechnung mit der vorgeblich gescheiterten Sozialdemokratie in durchaus dichten und auch im Westen anerkannten Familienromanen. Der Sparverein dient als Knotenpunkt für die verschiedenen Handlungsfäden in der Romanhandlung und wird als ursprüngliche Tarnorganisationen für die Arbeiterbewegung unter den Sozialistengesetzen beschrieben, auch Verspießerung und Revisionismus werden anhand des Vereinslebens gezeigt. Eine mögliche Erklärung für Bredels Rekurrieren auf Hamburg und dessen starker KPD liegt möglicherweise in der Vorgeschichte in Sachsen. Die Kommunisten hatte insbesondere in den Jahren 1928–1930 vergeblich versucht, beim dort früh etablierten sozialdemokratischen Genossenschaftswesen oder bei den Gewerkschaften Fuß zu fassen oder Sparvereine in kommunistische Kampfverbände umzuwandeln, stießen dabei aber auf erbitterten Widerstand.

### Wiederaufkommen im Westen nach 1948
Nach der Währungsreform in den westlichen Besatzungszonen wurden dort viele der Sparclubs neu- oder wiedergegründet.
Örtliche Banken und Sparkassen empfahlen und unterstützten diese Sparform vielfach, weil sie der „Förderung des Sparsinns“ diente und den Weg dafür bereitete, dass Clubmitglieder vom „mittelbaren Sparer“ bald zum Einzelkunden der jeweiligen Bank wurden. Die Geldinstitute nahmen von sich aus Kontakt zu Wirten und Geschäftsinhabern (beispielsweise Frisören oder Einzelhändlern) auf und warben für die Aufstellung eines Sparschrankes in den Geschäfts- und Gasträumen. Sie wirkten bei der Gründung örtlicher Vereine, zum Beispiel durch Auswahl geeigneter Personen für den Vereinsvorstand, mit, gaben Mustersatzungen heraus und stellten neben einem Sparschrank auch Formulare, Bücher und Geldtüten kostenlos zur Verfügung. Bei Auszahlungen war oft ein Vertreter der Bank oder Sparkasse mit Glückwünschen und guten Ratschlägen anwesend. Die Größenordnung der Sparvereine wuchs rapide: Förderten 1950 noch 143 Sparkassen das Vereinssparen, wobei der Umsatz bei 14,08 Millionen Deutsche Mark lag, waren es zwei Jahre darauf bereits 333 Sparkassen mit einem Umsatz von 49,23 Millionen Mark. Allein in Hamburg soll es um 1965 2.800 der Clubs mit 185.000 Einzahlern gegeben haben.
Banken versuchten in den Jahren nach dem Zweiten Weltkrieg auch, Sparschränke auch unabhängig von Sparvereinen in eigener Verwaltung aufzustellen, so etwa in Geschäften. Dies wurde bald wieder eingestellt: Der Aufwand dafür und die Kosten für die Führung von Einzelkonten hielten dem Vergleich mit Sparvereinen nicht Stand.
Der anfänglichen Unterstützung der Sparvereine folgte in den 1980er und 1990er Jahren ein langsamer Rückzug der Geldinstitute. Zwar ermöglichen bis heute Banken die einfache Kontoführung für die Erlöse aus dem Gemeinschaftssparen: Sparbücher und Gemeinschaftskonten sind für die eingetragenen Sparvereine nach wie vor erlaubt und verbreitet. Die Organisation und die Beschaffung von Hilfsmitteln müssen die Spargemeinschaften jedoch selbständig abwickeln.
Dessen ungeachtet wird das Gemeinschaftssparen in Gaststätten auch heute noch vielerorts genutzt. Der größte Hersteller von Sparschränken in Deutschland hat seit 1922 über 800.000 der Kästen hergestellt, von denen nach Unternehmensangaben noch mindestens 250.000 im Einsatz sind.

## Ablauf des Kleinsparens im Sparverein
Die Bezeichnungen Spargemeinschaft, Sparklub und Sparverein werden heute meist synonym verwendet. Gemeinsam ist laut einer Einschätzung der Wochenzeitschrift Die Zeit eine klar am geselligen Zusammensein und weniger am Vermögensaufbau orientierte Motivation zur Mitgliedschaft, die in den gemeinsamen Aktivitäten der Gruppen ihren Ausdruck findet. Eine einheitliche Rechtsform ist nicht vorgegeben, in den meisten Fällen handelt es sich aber um nicht eingetragene Vereine. Abläufe und Aktivitäten der Gruppierungen sind meist in einer Satzung geregelt. Übergreifende, einheitliche Regeln gibt es nicht, allerdings trifft man in den meisten Sparvereinen auf typische Gepflogenheiten:

### Regelmäßige Einzahlungen
Die Mitglieder des Sparklubs verpflichten sich, in den Sparschrank regelmäßig mindestens einen festgelegten Geldbetrag zu stecken. Dass dies bei einem Besuch der Gaststätte bei Konsum von Speisen und Getränken in Gesellschaft anderer Klubmitglieder geschehen soll, ist zwar nicht festgelegt, aber durchaus beabsichtigt. Wer Einzahlungen versäumt, muss je nach Regelung eine Strafgebühr bezahlen oder bekommt diese von seinem Guthaben abgezogen. Bei anhaltendem Verzug beim Sparen sehen viele Klubs einen Ausschluss des Mitglieds vor. Oft sind aber auch Regelungen für soziale Notlagen vereinbart, die eine Sparpause ermöglichen.

### Kassierer
In regelmäßigen Abständen, zum Beispiel einmal pro Woche, werden alle Sparfächer geleert, der Inhalt gezählt, und der Vorgang in einer Kladde dokumentiert, so dass die Höhe der Einlagen jedes Mitgliedes aufgezeichnet ist. Die Spareinlagen werden dann unverzüglich auf ein verzinstes Konto bei einer Bank eingezahlt. Übersteigt das Guthaben dort einen festgelegten Wert, kann ein Übertrag zu einem Festgeldkonto erfolgen, das einen höheren Zinssatz ermöglicht.

### Auszahlungsfeier
Am Ende eines Sparjahres, viele Klubs legen diesen Termin in die Vorweihnachtszeit, findet die Auszahlung der Spareinlagen im festlichen Rahmen statt. Ob die gesamte Spareinlage ausgezahlt oder ein Teil davon zu den Kosten der Feier herangezogen wird, ist unterschiedlich geregelt. In fast allen Fällen werden Aufnahmegebühren (soweit vereinbart), Strafgelder und Zinsen in die Auszahlungsfeier investiert. Die Feiern können im „Vereinslokal“ oder in einem anderen Rahmen stattfinden; in jedem Sparklub entwickeln sich zu deren Gestaltung eigene Formen und Traditionen. Manche Gemeinschaften veranstalten statt einer Feier einen gemeinsamen Ausflug, andere tun beides. Auch die Veranstaltung einer Tombola zur Aufbesserung des Budgets für die Auszahlungsfeierlichkeiten ist denkbar.

## Aktuelle Situation
Wegen der Bestimmungen gegen Geldwäsche genügt es nun nicht mehr, dass sich der Kassier bei der Bank legitimiert, sondern es muss jeder Sparer bei der Bank gemeldet werden. 2016 kündigte die BAWAG zeitgleich die Konten aller ihrer 1.300 Sparvereine in ganz Österreich. Auch andere Banken scheuen den administrativen Aufwand und kündigen Sparvereinskonten bzw. nehmen keine neuen Vereine mehr als Kunden an. Die Niedrigzinsphase machte das Sparen zudem kaum lukrativ. Leidtragende sind vor allem jene Gaststätten, bei denen die Sparschränke aufgehängt waren, denn nicht nur die Auszahlungsfeier bringt Umsatz, auch die Besuche für die wöchentliche Einzahlungen.

## Entwicklung in anderen Ländern
Sparclubs gab es auch in anderen europäischen Ländern, etwa im Vereinigten Königreich. Teilweise wurden die Clubs dort direkt durch den Einzelhandel initiiert, der durch die Einrichtung vor allem seinen Umsatz steigern wollte. So existierte zum Beispiel im britischen Cley next the Sea (Norfolk) in den ersten Jahrzehnten des 20. Jahrhunderts der „Starrs Clothing Club“. Betreiber war der Inhaber des örtlichen Dorfladens George Starr. Die teilnehmenden Kunden zahlten jeweils ab Oktober einen kleinen wöchentlichen Betrag in den Club ein. Nach Ablauf eines Jahres konnten die Ersparnisse dann direkt im Laden in Bekleidung und sonstige Textilien investiert werden, wobei der Gesamtbetrag durch George Starr noch um rund 8 Prozent aufgestockt wurde. Auch in den weiteren Läden der Umgebung gab es entsprechende Bonusprogramme.
In den USA existierten seit 1909 so genannte Christmas Clubs, die in der Regel von Banken initiiert und betrieben wurden. Die Ersparnisse wurden jeweils in der Vorweihnachtszeit ausgezahlt und standen somit für den Kauf größerer Geschenke zur Verfügung. Das eigentliche Ziel der Clubs dürfte jedoch in der Gewinnung von Neukunden bzw. der Erhöhung der Spareinlagen gelegen haben.

## Aktualität
Nach Hans Dieter Seibel war in der Entwicklungspolitik die Mobilisierung privater Ersparnisse im ländlichen Finanzwesen lange vernachlässigt worden. Die Begründung, die Menschen dort seien zu arm zum Sparen gilt als widerlegt. In West- und Zentralafrika, auch in Teilen Südostasiens, hat in den letzten Jahrzehnten daher neben Sparvereinen auf Selbsthilfebasis und kommunalen Naturalienkassen das private Abholsparen gegen Gebühr als eine einheimische informelle Finanzinstitution weite Verbreitung gefunden. Für Mikrofinanzinstitutionen ist diese Ersparnismobilisierung potentiell und in vielen Fällen tatsächlich eine bedeutende Finanzierungsquelle.

## Trivia und übertragener Gebrauch
Es gibt Beispiele für kuriose Sparformen: Der österreichische Ferkelring etwa mästete ein Plastiksparschwein, das mit den gemeinsamen Einlagen gefüllt und nach 9 Monaten über 12 kg schwer über einer Badewanne geöffnet wurde. Ebenso sind gelegentlich eigenartige Namen im Gebrauch, so beim Spar- und Stopselclub Farchant. Der Polizei-Sparverein Basel-Stadt oder der Sparclub „Katzbach Miau“ weisen auf Herkunft und Hintergrund der Sparer zurück. Bei Weihnachtssparvereinen, etwa demselben in Ennigloh und Umgebung oder beim Weihnachtssparverein Karlstadt-Mühlbach-Laudenbach wird der Auszahlungszeitraum gleich mit angegeben. In der jüdischen Gemeinde Wiener Neustadt ist 1932 ein Sparverein Kohle und Mazes belegt.
Die Redensart Wir sind doch nicht beim Sparverein, ähnlich wie in Bayern net auf der Brennsuppe dahergeschwommen spielt auf übertriebene Kleinlichkeit oder kleinbürgerliches Verhalten und Herkunft an. Hermes Phettberg gehörte zu den Gründern der Theatergruppe „Sparverein Die Unz-Ertrennlichen“ in Wien. Die Ende der achtziger Jahre vielbeachtete alternative Theatergruppe benutzte immer nur den Seiteneingang der Spielhäuser. Mit dem Tarnnamen Sparverein Hoher Einsatz benannte sich eine Luckenwalder Widerstandsgruppe im Dritten Reich, die Geld, Lebensmittel und Lebensmittelmarken für Untergetauchte beschaffte.
Der Dokumentarfilm Manche hatten Krokodile von Christian Hornung über den Hamburger Stadtteil St. Pauli behandelt die dort verbliebenen Sparvereine und deren Mitglieder.